# CBD boom
CBD boom是一种大麻二酚（CBD）含量高于四氢大麻酚（THC）含量的医疗用大麻，由50%的sativa和50%的indica杂交而成。点燃吸食有辛辣和柑橘的味道。
不同于娱乐用大麻特别低的CBD含量，CBD boom含有高达7.5%的CBD含量和低于6%的THC含量，所以THC的致幻作用在这个品种当中并不明显。通常THC引起的致幻与麻醉作用会被高含量CBD相对抵消。所以使用该品种普遍会产生放松、镇静、镇定的效果。